# Maria Giacchino Cusenza
Maria Giacchino Cusenza   (Palerm, 12 d'octubre de 1898 - Palerm, 6 d'agost de 1979) fou una pianista i compositora siciliana.
Procedent d'una família d'antigues tradicions musicals, el seu pare Gaetano trompetista al Teatre Massimo de Palerm, dos germans: Carmelo, contrabaixista i director, van fundar i dirigir el Cor de la Conca d'Or, portant-lo a grans èxits a tot Europa; i Oreste, violinista i violista, deixeble del mestre Tufari, musicalment molt eclèctic, que es va allunyar per desenvolupar la seva activitat primer a diversos països europeus, després als Estats Units i finalment a Milà, on també va estar a les orquestres de la RAI i La Scala; dues germanes: Marie Antoinette, pianista, violoncel·lista, llicenciada en cant coral i Livia, pianista i gran mestra.
Esdevinguda estudiant interna del Conservatori de Palerm, als 17 anys es va graduar brillantment amb Alice Ziffer Baragli de l'escola de G. Sgambati (1841-1914).
Segueix cursos d'especialització amb A.Fano i A.Casella; posseïdora d'un ampli repertori pianístic, va iniciar una carrera concertística a Itàlia i a l'estranger, sense deixar de banda la música de cambra: des del duo de piano amb la seva germana Livia, al duo i trio de cordes amb G.Martorana i T.Porcelli, fins a la fundació del Palermitan Female Quintet, que també incloïa la germana violoncel·lista Maria Antonietta, el primer exemple italià d'una formació estable totalment femenina el debut va tenir lloc al Teatre Massimo de Palerm el 7 de maig de 1933.
En els primers anys de la seva carrera concertística com a pianista, va continuar estudiant composició amb Favara i Pilati, rebent estímul constant dels compositors més destacats de l'època (Cilea, Pizzetti, Guerrini, Frazzi).
Aviat van arribar importants reconeixements, entre ells: el "Preludi i fuga" (en sol min. Per pf - Ricordi 1936) atorgat per l'Acadèmia Italiana el 1937; "Cançó nocturna" (Ricordi 1942) primer premi del concurs "Ada Negri" l'any 1942; "Coral i variacions" (Ricordi 1955) premiat encara inèdit pel Sindicat Nacional de Músics; "Sonata in un tempo", inèdita, recomanada per la comissió del concurs "Premio Barbera" l'any 1946.
Maria Giacchino també va ser una excel·lent mestra, va ser professora principal de piano al Conservatori de Palerm, va iniciar una escola de piano que va formar diverses generacions de músics i musicòlegs, entre ells Eliodoro Sollima, la seva neboda Anna Maria Giacchino, Marisa Tanzini i Sara Patera.
L'escola de piano va néixer de la fusió de diferents formes de tècnica pianística sobre els models de Cortot, Rosenthal i altres, i també va ser apreciada pel famós Nehaus, amb qui Giacchino va estar en contacte.
Va ser molt activa en la vida cultural siciliana: va fundar la secció de Palerm de la UCAI (Unió Catòlica d'Artistes Italians), va escriure "Aretusa i" Peregrina "per a diaris d'art locals i nacionals; va ser una de les cinc fundadores del club Soroptimist, a Palerm, càrrecs significatius a la Societat d'escriptors i artistes.
A més, l'any 1922 va treballar per a la difusió i promoció de les activitats de concert, com a membre fundador de l'Associació de Palerm "Concerts Simfònics" i el 1944 per a la Societat de Concerts del Conservatori.
El maig de 2003, una aula del Conservatori "V. Bellini" de Palerm va rebre el nom de Maria Giacchino Cusenza.
Arran de la decisió presa per la Comissió de Toponímia l'any 2004, l'Administració Municipal de Palerm va batejar un carrer amb el nom de Maria Giacchino.
Entre les més de quaranta composicions, a més de les obres esmentades, cal destacar les següents:
- Il viandante,
- Valentino sobre versos de Pascoli, per a veu i piano., del 1935;
- Aire i dansa per a violí i piano, Ricordi 1938;
- Basso ostinato per a piano, Ricordi 1938;
- Umoresca per piano, Carisch 1937;
- Tres peces per a piano, Ricordi 1938;
- Estudi hexatònic, Estudi canònic per piano, Ricordi 1954;
- Sis personatges a la recerca d'un marmessor per piano, Curci 1948;
- Tres cançons per a Mariolina Carisch 1953;
- Cançó de juny Memòries 1955.
- Tre pezzi facili: No. 1, Valzer
- Preludio e fuga in G Minor
- Trittico ericino: No. 1, Meriggio festoso
- Evocazione
- Basso ostinato
- Umoresca
- Sonata in un tempo
- Tre pezzi: No. 1, Preludio agreste
- Tre pezzi: No. 2, Siciliana
- Tre pezzi: No. 3, Minuetto-Scherzo
- Corale e variazioni[1]